# Mirsad Baljić
Mirsad "Žvaka" Baljić (4 de març de 1962) és un exfutbolista bosnià de la dècada de 1980.
Fou 29 cops internacional amb la selecció iugoslava amb la qual disputà el Mundial de 1990. Pel que fa a clubs, defensà els colors de FK Željezničar, i a Suïssa als clubs FC Sion, FC Zürich i FC Luzern.